# Ronald Nored
Ronald Nored (Indianapolis, 1º marzo 1990) è un ex cestista e allenatore di pallacanestro statunitense.